# Vinçotte (bedrijf)
Vinçotte is een Belgische geaccrediteerde inspectie- en certificatie-instelling, dat in 2004 75% van de Belgische markt van de veiligheid en de bedrijfszekerheid controleerde. Deze holding is het resultaat van een fusie tussen Vinçotte en AIB, twee gelijkaardige inspectie-instellingen die als vereniging zonder winstoogmerk werkten.

## Geschiedenis
Vinçotte is ontstaan uit twee concurrerende verenigingen die in 1989 fuseerden. Deze twee verenigingen zijn de Association Vinçotte en de Association des Industriels Belges (AIB).

### Association Vinçotte
In 1872 vroeg Maurice Urban, een directeur van de Nationale Maatschappij der Belgische Spoorwegen aan Robert Vinçotte, een jonge ingenieur, om te helpen bij het oprichten van een organisatie om stoomketels in fabrieken te inspecteren. In augustus 1872 was de "Association pour la surveillance des chaudières à vapeur"  geboren. De hoofddoelen van de vereniging waren tweeledig: de inspectie van stoomketels om ontploffingen te voorkomen ging hand in hand met een pleidooi voor zuiniger energieverbruik. Het personeel was vrij beperkt: naast de directeur, die ook inspectiewerk deed, waren slechts twee ingenieurs in dienst.
De Vereniging groeide echter snel, onder andere omwille van de toenemende wettelijke druk op de eigenaars van fabrieken om hun werkplekken veiliger te maken voor hun werknemers. Zo kon de Vereniging in 1876 melden dat het aantal inspecties die ze uitvoerde in slechts twee jaar bijna verdubbeld was. De vermelde wettelijke druk leidde voornamelijk tot de wetten in verband met veiligheid en gezondheid van 2 juli 1899 en 10 maart 1900. Robert Vinçotte was nauw betrokken bij het opstellen van deze wetten, aangezien hij tegen die tijd al ruime ervaring had in het relatief nieuwe domein van de bedrijfszekerheidstechnologie: hij had de Vereniging niet alleen meer dan 25 jaar geleid, maar hij had ook een belangrijk studiebezoek aan de Verenigde Staten gebracht in 1881, een reis die resulteerde in een reeks wiskundige basisregels voor de berekening van de bedrijfszekerheid van stoomketels. Dankzij het succes kon de Vereniging haar werknemers in 1887 een levensverzekering aanbieden die werd uitgekeerd wanneer ze met pensioen gingen.
In 1905 breidde de Vereniging haar inspectiedomein uit, omwille van de komst van elektrische toestellen en installaties. Stoomketels zouden echter nog een tijdje het belangrijkste werkterrein blijven: in 1910 inspecteerde de Vereniging meer dan de inspectie-organisaties van respectievelijk Duitsland en Frankrijk samen. Maar de Eerste Wereldoorlog zou een einde maken aan de groei van de Vereniging: ze weigerde niet alleen om installaties onder Duitse controle te inspecteren, maar een groot aantal van haar ingenieurs werd ook onder de wapens geroepen. Deze sombere periode was niet voorbij aan het einde van de oorlog: in 1919 en 1920 was er een enorme inflatie, met de bijbehorende hoge loonkosten. Daarbij kwam nog het overlijden van Robert Vinçotte Jr., de zoon van de oprichter en toenmalig directeur van de Vereniging.
Twee jaar later zou de Vereniging officieel een vereniging zonder winstoogmerk worden, aangezien dit concept net zijn intrede had gedaan in de Belgische wetgeving. Er werd ook van de gelegenheid gebruikgemaakt om een naamsverandering door te voeren: de toch al lange naam "Association pour la surveillance des chaudières à vapeur" werd veranderd in het nog langere "Association Vinçotte pour la surveillance des chaudières à vapeur", ter ere van de eerste directeur. Pas in 1936 zou de verwijzing naar enkel de inspectie van stoomketels (die in het begin wel met de realiteit overeenstemde, maar niet meer in 1922) worden weggelaten en werd de naam kortweg "Association Vinçotte" (hierna AV genoemd).
In de jaren 1930 zou steeds minder de nadruk worden gelegd op de inspecties van stoomketels: AV zou niet enkel meer en meer elektriciteitscentrales inspecteren, maar stuurde zijn ingenieurs ook naar de opkomende Europese luchtvaartmaatschappijen. In 1938 werkte AV samen met zijn concurrent, de "Association des Industriels de Belgique" (AIB, cf. infra) voor de eerste röntgeninspectie van lassen. Die werd uitgevoerd op de bruggen die toen werden gebouwd over het Albertkanaal. Na inspectie bleek dat deze bruggen noodlottig gevaarlijk waren voor het gewicht dat ze verondersteld werden te dragen. In hetzelfde jaar experimenteerde AV ook met inspecties met gammastralen, waarbij radium werd gebruikt dat uit de mijnen van Union Minière in Katanga werd gehaald.
Net als de Eerste Wereldoorlog maakte de Tweede Wereldoorlog tijdelijk een einde aan de activiteiten van AV. Maar de zaken zouden dit keer sneller weer aantrekken, waardoor Richard Vinçotte, een andere zoon van de eerste directeur, in 1947 een studiereis naar de Verenigde Staten kon maken. Datzelfde jaar liet het nieuwe "Algemeen Reglement voor de Arbeidsbescherming" een ruime waaier activiteiten toe voor geaccrediteerde inspectie-instellingen zoals AV en AIB.
Intussen bleef AV uitbreiden, en kreeg de vereniging steeds meer internationaal prestige. Het was dankzij dat prestige dat AV een van de grootste turbo-alternatoren in de wereld mocht inspecteren, die in 1969 in Engeland werd gebouwd voor de Verenigde Staten. 1969 was ook een goed jaar omdat het in dat jaar was dat de nucleaire afdeling werd opgericht. Die werd AV Nucleair genoemd en zou zich concentreren op het veilig maken van het groeiende aantal kerncentrales in België en in het buitenland.
De innovatie zou in de jaren zeventig verdergaan, toen AV startte met thermografische inspecties en niet destructief onderzoek met wervelstromen. Anticiperend op de problemen van de toekomst investeerde het bedrijf ook in onderzoek naar geluidshinder en begon het met het eerste mobiele laboratorium in België om de luchtkwaliteit te onderzoeken aan de hand van monsters. In 1973 keek AV even terug naar het verleden ter gelegenheid van zijn 100ste verjaardag, en het bedrijf kon trots aankondigen dat geen enkele van de stoomketels die in België waren ontploft, onder de regelmatige inspectie van AV had gestaan.
Zoals voor veel bedrijven in die tijd werden de jaren tachtig gekenmerkt door financiële problemen en inkrimpingen. Dit leidde uiteindelijk tot een fusie met de concurrent AIB, en het nieuwe "AIB-Vinçotte" dat het levenslicht zag, werd de grootste inspectie- en certificatie-instelling op de Belgische markt. Beide bedrijven hadden al nauw samengewerkt in Controlatom, en deelden uiteraard een groot deel van hun erfgoed, al van bij hun ontstaan.

### Association des Industriels de Belgique
In 1890 bundelden 13 ingenieurs, grootindustriëlen en parlementsvertegenwoordigers hun krachten om de "Association des Industriels de Belgique pour l'étude et la propagation des engins et mesures propres à préserver les ouvriers des accidents du travail"[6] op te richten (gewoonlijk afgekort tot AIB). Dit gebeurde onder de impuls van Henri Adan, de directeur van de Royale Belge, een Belgische verzekeringsmaatschappij. In de toespraak die hij gaf op de eerste vergadering van de raad van bestuur bracht Adan uitdrukkelijk zijn vertrouwen in privé-initiatief in plaats van staatsinmenging onder woorden:

Comme le disait M. Westerroiien van Mesteren, le promoteur de l'Association Néerlandaise pour prévenir les accidents dans les fabriques et chantiers, il est de la plus haute importance pour un petit pays de se joindre au mouvement international qui permet à l'initiative privée de l'industriel, de faire le bien sans qu'une loi coercitive lui prescrive ce devoir et le rende odieux. Cette appréciation trouvait particulièrement application en notre pays; il était impossible que nos traditions de liberté nous permissent d'hésiter entre un régime coercitif et les enseignements d'un régime libre.

Zoals beschreven in het vorige deel van dit artikel zou de Belgische staat natuurlijk slechts tien jaar later wetgeving inzake veiligheid op de werkplek introduceren, wat de hier vermelde zuivere laissez-faire filosofie licht zou ondermijnen. Later zouden voorzitters van de Vereniging zoals Yvon Verwilst dan ook liever verkondigen (in 1940) dat AIB "le corollaire de celle de pouvoirs publics et qu'elle se considérait comme l'auxiliaire de ceux-ci" is.
De structuur van de pas opgerichte Vereniging was een vereniging zonder winstoogmerk: leden zouden bijdragen betalen en regelmatige inspecties en veiligheidsopleiding door ingenieurs van AIB krijgen. Van bij het begin was AIB voornamelijk toegespitst op veiligheid en opleiding. Het bedrijf aarzelde dan ook niet om nieuwe afdelingen op te richten. Al in 1894 maakte voorzitter M. Jottrand bekend dat AIB voortaan kettingen zou inspecteren; het breken van die kettingen veroorzaakte zware ongevallen in de mijn- en bouwindustrie.
AIB kreeg al snel een goede naam in België en in het buitenland: er was de algemeen geprezen tentoonstelling in Brussel van machine-onderdelen en hoe ze konden falen, en in Parijs kreeg de Vereniging een gouden medaille voor twee tentoonstellingen (in 1900 en 1904). In 1910 nam AIB deel aan tentoonstellingen in Brussel, Luik, Milaan en Saint-Louis.
Na de Eerste Wereldoorlog bleef het personeelsbestand constant en na 1931 werd steeds meer personeel aangeworven, waaruit de sterke expansie van de Vereniging in die periode bleek. Het financieel overschot werd geïnvesteerd in een unieke machine, één die een testbelasting van 800 ton kon uitoefenen op kabels en kettingen. In die tijd (1938) was er in de hele wereld geen andere machine zoals deze.
In de jaren 50 zou AIB zich concentreren op het organiseren van internationale congressen: in 1955 was er het Eerste Internationaal Congres over niet-destructief onderzoek en in 1958 het tweede Internationaal Congres voor de Preventie van Arbeidsongevallen.
Uiteindelijk ging het bedrijf in 1989 een bestuurlijke fusie aan met zijn grootste concurrent, de Association Vinçotte, en resultaat van die samensmelting, "AIB-Vinçotte", werd de grootste TIC speler op de Belgische markt.

### Na de fusie
In 2004 kortte het fusiebedrijf zijn naam af tot "Vinçotte" maar de naam AIB-Vinçotte bleef tot 2017 in gebruik. Er werden internationaal vestigingen geopend in 14 landen.
In 2017 werd de strategie herzien en teruggeplooid tot de Benelux. Internationale klanten werden vanaf dan vanuit de vestigingen in België, Nederland en Luxemburg bediend. Er werkten toen zo'n 2.000 mensen voor Vinçotte die jaarlijks meer dan 1 miljoen opdrachten uitvoerden bij vnl. bedrijven.
Sinds 2018 wordt er geïnvesteerd in digitale innovaties. In 2019 realiseerde Vinçotte Farm-to Fork een eerste blockchain toepassing bij Carrefour waarmee de herkomst van varkensvlees kan worden nagegaan. Er worden sinds 2019 ook drone inspecties uitgevoerd. De omzet in 2019 bedroeg 203M euro. In december 2019 wordt Marco Croon als CEO ad interim vervangen door Jos Windey, voorheen de COO. 
Op 2 maart 2020 lanceerde Vinçotte een volledig nieuwe e-commerce website voor particulieren.
Op 1 december 2021 kondigt Vinçotte de overname door Kiwa aan die na goedkeuring door de Belgische mededingingsautoriteit in april 2022 doorgevoerd wordt. Met de opbrengst van de verkoop, die kan oplopen tot 300 miljoen euro, zal de Stichting Vinçotte (verkort VCT), die alleen aandeelhouder was van Vinçotte, goede doelen voor maatschappelijke en bedrijfsveiligheid financieren. De naam van de private stichting wordt aangepast naar "Foundation Robert for Safety and Sustainability 